# Zoológico de Salzburgo
El Zoológico de Salzburgo (del alemán: Zoo Salzburg) es un zoológico localizado en la ciudad de Salzburgo, en el estado de Salzburgo, parte de Austria. Ocupa una superficie de 14 hectáreas, y cuenta con 800 animales de 140 especies.
Se encuentra ubicado en el sur de la ciudad, en la calle Anifer, en el distrito de Anif. Es visitado por unas 270 000 personas al año.